# Castel San Lorenzo Moscato spumante
Il Castel San Lorenzo Moscato spumante è un vino DOC la cui produzione è consentita nella provincia di Salerno, in particolare nel paese di Castel San Lorenzo.

## Caratteristiche organolettiche
- colore: paglierino con leggeri riflessi verdognoli- spuma fine e persistente.
- odore: caratteristico.
- sapore: dolce, intenso, vellutato, armonico.

## Produzione
Provincia, stagione, volume in ettolitri
- nessun dato disponibile